# Vinicius de Moraes
Vinicius de Moraes, celým jménem Marcus Vinicius da Cruz e Mello Moraes (19. října 1913 – 9. července 1980), byl brazilský básník, textař a dramatik. Rovněž působil jako diplomat a věnoval se skládání hudby ve stylu bossa nova, k jehož průkopníkům patřil. Narodil se v Rio de Janeiro, jeho otec byl amatérský kytarista, matka hrála na klavír. Svou první básnickou sbírku s názvem Caminho Para a Distância vydal v roce 1933. V roce 1975 obdržel italské ocenění Premio Tenco. Z jeho dramatického díla je nejvýznamnější muzikál Orfeu da Conceição z roku 1956. K jeho nejslavnějším písním patří A Garota de Ipanema (Dívka z Ipanema), již složil spolu s Antoniem Carlosem Jobimem. Před druhou světovou válkou žil v Anglii, kde studoval anglickou literaturu na Oxfordu a pracoval pro BBC. Roku 1943 začala jeho diplomatická kariéra, byl vicekonzulem Brazílie v Los Angeles v letech 1947–1950, od roku 1953 působil v Paříži, v roce 1959 se přemístil do Montevidea a roku 1963 byl znovu vyslán do Paříže. Řadu let měl problémy s alkoholem. Zemřel v Rio de Janeiro ve věku 66 let.